# Ancistrocerus triphaleratus
Ancistrocerus triphaleratus är en stekelart som beskrevs av Henri Saussure. Ancistrocerus triphaleratus ingår i släktet murargetingar, och familjen Eumenidae. Inga underarter finns listade i Catalogue of Life.